# 瞳に約束
「瞳に約束」（ひとみにやくそく）は、1986年7月16日にリリースされた、渡辺美奈代のデビュー・シングル。CBSソニーより発売された。

## 解説
- この曲でおニャン子クラブから8人目のソロデビューを果たしたが、どこか垢抜けしない60年代ポップス調のスローテンポなイントロや乙女チックなベタな歌詞など、先発ソロデビュー組とはやや趣きの異なる異色のデビュー曲となった。
- 唯一シングル売上20万枚を突破し、最大のヒット曲となった（20.2万枚）。
- 1986年7月5日、デビュー前イベントとして、日本武道館にて「美奈代 The First and Last Touch in 武道館」公演が開催された。「瞳に約束」の予約申し込み者20万人のうち、入場希望者5万人の中から抽選で当選した12,000名が参加できた。この時点ではまだ持ち歌のレパートリーがほとんどなく、ミニコンサートで8曲歌ったが、持ち歌はシングルA/B面とシングル候補から外された「Heart DE Motion」[1]の3曲だけだった。デビュー前11日の武道館公演は、少年隊が持っていたデビューから約半月後の最短記録を更新した。おニャン子クラブのソロデビューキャンペーンとしては、2月によみうりランド オープンシアターEASTに7,000人を集めた国生さゆりが持つ従来の最高記録を更新した。[2]ただし、ソロでのコンサートとしては、2年後の「ZENBU MINAYO」が初コンサートとなった。映画「おニャン子ザ・ムービー 危機イッパツ!」（原田眞人監督）の中でイベントの模様の一部が映画のシーンとして使用されている。
- ライブDVD「Minayo Watanabe 25+2 Anniversary Live」のインタビューの中で、自分の楽曲の中で一番印象に残っている曲だと語っている。

## 収録曲
1. 瞳に約束（4:15）
  - 作詞: 秋元康、作曲・編曲: 後藤次利
2. 少しおませな恋（4:00）
  - 作詞: 秋元康、作曲・編曲: 後藤次利

## 収録作品
CD
- アルファルファ
- KISS! KISS! KISS! -MINAYO WATANABE BEST-
- 渡辺美奈代ベスト・コレクション
- GOLDEN☆BEST 渡辺美奈代 SINGLES
- 渡辺美奈代 30th Anniversary Complete Singles Collection Disc 1 M-1/M-2
- 家宝
- おニャン子クラブA面コレクション Vol.2 M-8
- おニャン子クラブB面コレクション Vol.2 M-8
- 30-35 VOL.3 「おニャン子クラブ」特集 ※書籍サイズの特殊仕様
- 結成30周年記念CD-BOX シングルレコード復刻ニャンニャン Disc 23 ※オリジナカラオケ含む
- おニャン子クラブ(結成30周年記念) シングルレコード復刻ニャンニャン［通常盤］2 Disc 1 M-15/M-16